# Nebenfluss
Ein Nebenfluss, auch Zufluss oder seltener Binnenfluss, ist ein Fließgewässer, das in ein anderes, normalerweise größeres Fließgewässer mündet und diesem damit tributär ist.
Hauptflüsse dagegen erreichen zumeist das Meer oder enden andernfalls durch Versiegen oder Verdunsten, mitunter in Endseen.

## Begriffliche Einordnung

Klassifikation der Gewässer

Der Begriff Nebenfluss ist im beschriebenen Sinne umgangssprachlich weitgehend eindeutig (der Nebenbach ist im hydrologischen und geographischen Sprachgebrauch ebenfalls ein Nebenfluss). Weniger offensichtlich sind jedoch einige Abgrenzungen zu Nachbarbegriffen.
Der Begriff Zufluss ist unspezifischer und umfasst auch im geographischen Teil seines Bedeutungsbereichs etwas mehr: unter anderem künstliche Gerinne wie Kanäle (gemeint sind Kraftwerkskanäle oder Abwasserkanäle, nicht aber kanalisierte natürlich entstandene Fließgewässer) oder Gewässer, die Seen zufließen und damit einem unmittelbar paarweise auszuführenden Bedeutungsvergleich entzogen sind.
Der Begriff Zustrom umfasst darüber hinaus auch nicht linienhaft zutretendes Wasser, etwa Grundwasser oder flächenhaft zuströmendes Wasser nach Starkregen (bis hin zu Schichtfluten wechselfeuchter Klimate).
Mit Nebenstrom wird im geographischen Kontext oft der kleinere Stromteil bezeichnet, der eine Flussinsel umströmt. Der Begriff bezieht sich also nicht auf Flussvereinigungen, sondern auf vorübergehende oder endgültige Flussverzweigungen. In ähnlichem Sinne werden die Bezeichnungen Nebenarm oder Strom-/Flussarm gebraucht.
Von zwei Quellflüssen spricht man in einigen Fällen ohne augenscheinlich eindeutigen Hauptfluss. Sie vereinigen sich dann zu einem Fluss anderen Namens wie im Beispiel von Fulda und Werra, die sich zur Weser vereinigen, oder aber beide führen bereits den späteren Namen mit Zusatz wie Vorderrhein und Hinterrhein oder Weißer Main und Roter Main.

## Orohydrografische Merkmale
Die Begriffsunterscheidungen machen deutlich, dass das Lemma Nebenfluss nur eines von vielen Elementen eines Flusssystems bezeichnet.
Eine einfache Systematisierung unterscheidet direkte Nebenflüsse eines Hauptflusses und indirekte Nebenflüsse, die selbst in einen Nebenfluss münden.
Die Isar beispielsweise ist ein direkter Nebenfluss der Donau. Die Amper wiederum ist ein direkter Nebenfluss der Isar und damit ein Nebenfluss zweiter Ordnung der Donau oder deren indirekter Nebenfluss. Es gibt mehrere Ansätze, die Abfolge ineinander mündender Fließgewässer von den Quellen bis zum Ende des Hauptflusses mit aufsteigenden Flussordnungszahlen zu systematisieren. Es ergeben sich damit Nebenflüsse unterschiedlicher Ordnung.
Die Mündungsrichtung eines Nebenflusses wird bezogen auf die Fließrichtung des Hauptflusses angegeben. Man unterscheidet (immer flussabwärts blickend) orografisch rechte und linke Nebenflüsse. Beispielsweise fließt der Neckar orografisch von rechts in den Rhein und die Mosel von links.
Die orohydrografische Betrachtung eines Flusssystems kommt bei der Feststellung des Haupt-Quellastes und der Hierarchie der Nebenflüsse nicht selten zu anderen Ergebnissen, als es die historisch gewachsenen Flussnamen nahelegen. Dennoch wirken sich die historisch gewachsenen Namen meistens auch auf die Flussordnungszahlen aus.

## Namensgebung von Haupt- und Nebenflüssen
Beim Zusammentreffen zweier Flüsse fließt üblicherweise der kleinere als Nebenfluss in den größeren Fluss, der als Hauptfluss den Namen beibehält. Welches Maß die Größe des Flusses festlegt, ist jedoch nicht verbindlich definiert. Die historisch gewachsene Namensgebung hat üblicherweise den augenscheinlich größeren Fluss den Namen beibehalten lassen. Üblicherweise wird daher die Wasserführung herangezogen, um den Hauptfluss zu bestimmen. Gelegentlich, etwa wenn das Volumen der Flüsse nicht bekannt oder nicht offensichtlich ist, werden die Lauflänge oder das Einzugsgebiet, beides annähernd aus topografischen Karten bestimmbar, herangezogen.
Nebenflüsse können zuweilen länger sein als der wasserreichere Hauptfluss oder auch ein größeres Einzugsgebiet aufweisen. Der Grund kann im ersten Fall ein schmales Einzugsgebiet sein oder im anderen Fall eine geringere mittlere Abflussspende des Einzugsgebietes.

### Neubenennung am Zusammenfluss
In uneindeutigen Fällen führt nicht selten keiner der Flüsse den Namen weiter. Ein bekanntes Beispiel für einen neuen Flussnamen ab der Mündung ist die Weser, die aus der längeren Werra und der wasserreicheren Fulda entsteht. Interessant ist an diesem Beispiel, dass Werra und Weser einst als ein Fluss benannt waren (Wisahara/Visarius). Weitere Beispiele sind Marañón (wasserreicher) und Ucayali (länger), aus denen der Amazonas hervorgeht. Die Rednitz (ist mit der Fränkischen Rezat länger) und die Pegnitz bilden bei Fürth die Regnitz. Die Brigach und die wasserreichere und längere Breg bringen bei Donaueschingen die Donau zuweg.

### Nominelle Nebenflüsse als hydrologische Hauptflüsse
Es gibt auch Nebenflüsse, die an der Mündung mehr Wasser führen als der nominelle Hauptfluss. Sie sind damit ein Teil des Hauptfließweges in einem Flusssystem, hydrologisch betrachtet also der Hauptfluss. Viele dieser scheinbaren Nebenflüsse übertreffen den Hauptfluss auch hinsichtlich der Länge oder der Größe des Einzugsgebietes.
Häufige Ursachen, warum der kleinere der beiden Flüsse den Namen des vereinigten Flusses tragen darf, sind:
- Der nominelle Hauptfluss hat die gleiche Fließrichtung wie unterhalb des Zusammenflusses (Beispiele hierfür sind Donau und Iller oder Rhein und Aare).
- Der nominelle Hauptfluss folgt einer landschaftlich markanteren oder naturräumlich bedeutenderen Senke (Beispiel: Donau und Inn, Orinoco und Guaviare).
- Das Tal des nominellen Hauptflusses ist länger oder dichter besiedelt, da fruchtbarer, weiträumiger oder verkehrsgünstiger (Beispiel: Elbe und Moldau).
- Der nominelle Nebenfluss entspringt in einem anderen Kulturraum als der Rest des Flusssystems.

Nachfolgend eine sortierbare Tabelle von Nebenflüssen, die an ihrer Mündung nach gewässerkundlichen Merkmalen als Hauptflüsse anzusprechen wären. In der Grundeinstellung ist die Tabelle nach dem Abflussverhältnis geordnet (Spalte 9). Die Größen Abfluss, Einzugsgebiet und Länge beziehen sich jeweils auf den Ort unmittelbar oberhalb der Mündung.
| Nomineller Nebenfluss             | Abfluss (MQ) [m³/s] | Einzugs- gebiet [km²] | Länge [km] | Nomineller Hauptfluss | Abfluss (MQ) [m³/s] | Einzugs- gebiet [km²] | Länge [km] | Verhältnis Abfluss [%] | Verhältnis EZG [%] | Verhältnis Länge [%] |
| --------------------------------- | ------------------- | --------------------- | ---------- | --------------------- | ------------------- | --------------------- | ---------- | ---------------------- | ------------------ | -------------------- |
| Rüttebach                         | 0,43                | 9,28                  | 4,18       | Wehra                 | 0,10                | 2,28                  | 2,65       | 430                    | 407                | 158                  |
| Seenbach                          | 1,29                | 96,5                  | 18,3       | Ohm                   | 0,40                | 28,3                  | 16,9       | 325                    | 341                | 108                  |
| Isel                              | 39                  | 1201                  | 57,9       | Drau                  | 13,5                | 670,4                 | 59,1       | 289                    | 179                | 97                   |
| Spree                             | 36                  | 9858                  | 375        | Havel                 | 15                  | 3399                  | 168,1      | 240                    | 290                | 223                  |
| Zschopau                          | 23,8                | 1847                  | 130        | Freiberger Mulde      | 10,3                | 1138                  | 100,6      | 231                    | 162                | 129                  |
| Nagold                            | 13,3                | 1145                  | 90,4       | Enz                   | 6,5                 | 328                   | 44,3       | 204                    | 349                | 204                  |
| Luvua (mit Luapula und Chambeshi) | 1274                | 296.600               | 1400       | Lualaba (Kongo)       | 651                 | 187.800               | 960        | 196                    | 158                | 146                  |
| Rhume                             | 16,5                | 1194                  | 72,4       | Leine                 | 9,2                 | 995                   | 83         | 179                    | 120                | 87                   |
| Schwarza (im Schwarzwald)         | 2,6                 | 111                   | 29,3       | Schlücht              | 1,5                 | 86                    | 21,3       | 173                    | 129                | 138                  |
| Guaviare                          | 7400                | 166.170               | 1760       | Orinoco               | 4750                | 58.000                | 850        | 156                    | 287                | 207                  |
| Angara                            | 4500                | 1.039.000             | 3500       | Jenissei              | 2900                | 360.000               | 1970       | 155                    | 289                | 178                  |
| Schleuse                          | 4,9                 | 282,9                 | 34,2       | Werra                 | 3,0                 | 273,0                 | 46,1       | 150                    | 104                | 74                   |
| Itter                             | 1,2                 | 52,1                  | 19,3       | Diemel                | 0,8                 | 39,0                  | 16,2       | 150                    | 134                | 119                  |
| Moldau                            | 151                 | 28.090                | 440        | Elbe                  | 101                 | 13.748                | 279        | 150                    | 204                | 158                  |
| Oker                              | 12,1                | 1834                  | 128        | Aller                 | 8,2                 | 1720                  | 119,6      | 149                    | 107                | 108                  |
| Iller                             | 70,9                | 2152                  | 147        | Donau                 | 49                  | 5430                  | 303        | 145                    | 40                 | 49                   |
| Leine                             | 62,4                | 6512                  | 281        | Aller                 | 43,4                | 7209                  | 196        | 144                    | 90                 | 143                  |
| Ohio                              | 7973                | 525.770               | 2102       | Mississippi           | 5.865               | 1.847.188             | 4442       | 136                    | 28                 | 47                   |
| Eder                              | 34,8                | 3361                  | 176,1      | Fulda                 | 27,0                | 2997                  | 175,4      | 129                    | 112                | 100                  |
| Aare                              | 563                 | 17.779                | 288,2      | Rhein                 | 439                 | 15.907                | 304,3      | 128                    | 112                | 95                   |
| Araguaia                          | 5507                | 384.800               | 2198       | Tocantins             | 4527                | 305.551               | 1970       | 127                    | 126                | 116                  |
| Regnitz                           | 56,6                | 7523                  | 162,1      | Main                  | 44,7                | 4416                  | 142,8      | 127                    | 170                | 114                  |
| Hillebach                         | 0,41                | 17,3                  | 7,7        | Ruhr                  | 0,33                | 13,7                  | 6,7        | 124                    | 126                | 115                  |
| Flaz                              | 7,9                 | 194                   | 22         | Inn                   | 6,8                 | 196                   | 27         | 116                    | 99                 | 81                   |
| Oder (im Harz)                    | 6,3                 | 385                   | 56,8       | Rhume                 | 5,5                 | 499,8                 | 25,1       | 115                    | 77                 | 226                  |
| Doubs                             | 176                 | 7710                  | 453        | Saône                 | 159                 | 11.720                | 311        | 111                    | 66                 | 146                  |
| Neger                             | 1,3                 | 53,9                  | 17,7       | Ruhr                  | 1,2                 | 53,0                  | 16,7       | 108                    | 102                | 106                  |
| Inn                               | 738                 | 26.063                | 517        | Donau                 | 690                 | 49.716                | 663        | 107                    | 52                 | 78                   |
| Ohm                               | 7,95                | 983,8                 | 59,8       | Lahn                  | 8,83                | 651,7                 | 58,8       | 90                     | 151                | 102                  |
| Unstrut                           | 30,2                | 6364,2                | 192        | Saale                 | 36,8                | 5097,2                | 158        | 82                     | 125                | 122                  |
| Missouri                          | 2380                | 1.371.010             | 4130       | Mississippi           | 2920                | 434.220               | 1862       | 81                     | 316                | 222                  |
| Warthe                            | 195                 | 54.529                | 808        | Oder                  | 325                 | 53.752                | 629        | 70                     | 101                | 128                  |
| Vaal                              | 125                 | 189.000               | 1250       | Oranje                | 220                 | 89.000                | 1050       | 57                     | 212                | 119                  |
| Irtysch                           | 2960                | 1.673.470             | 4248       | Ob                    | 7200                | 1.016.000             | 3176       | 41                     | 165                | 134                  |
| Darling                           | 216                 | 635.480               | 2844       | Murray                | 524                 | 323.310               | 1547       | 41                     | 197                | 184                  |